# قرواءة

تعديل مصدري - تعديل

قرواءة هي إحدى قرى عزلة القارة بمديرية رصد التابعة لمحافظة أبين، بلغ تعداد سكانها 157 نسمة حسب تعداد اليمن لعام 2004.